# De Schatkast
De Schatkast was een televisieprogramma, gericht op taalontwikkeling voor kinderen uit groep 1 en 2. Het programma draait allemaal om Jas de Zakkenman (Wil van der Meer), die van alles uit zijn jaszakken haalt, waaronder een kleinere schatkast die in een echte, grote schatkast verandert. De vaste bewoners van de schatkast zijn Hak en Plak en Happer. De afleveringen zijn nog tot 2014 herhaald op NPO 3.

## Afleveringen van De Schatkast
| Nr. | Aflevering                    | Uitzenddatum      |
| --- | ----------------------------- | ----------------- |
| 01  | Een jas vol schatten          | 19 september 2000 |
| 02  | Jan Jappie                    | 26 september 2000 |
| 03  | Hak en Plak                   | 3 oktober 2000    |
| 04  | Wie komt er in mijn kastje?   | 10 oktober 2000   |
| 05  | Ie wie waai                   | 17 oktober 2000   |
| 06  | Poppetje gezien, kastje dicht | 24 oktober 2000   |
| 07  | Kleine kast grote kast        | 31 oktober 2000   |
| 08  | Ik ben een jongetje           | 7 november 2000   |
| 09  | Jas in de kast                | 16 januari 2001   |
| 10  | Kind wordt hond               | 6 februari 2001   |
| 11  | Inkie dinkie doppie dee       | 13 februari 2001  |
| 12  | Leonard                       | 20 februari 2001  |
| 13  | Taart en feeënthee            | 25 september 2001 |
| 14  | Ho en hos, heksenbos          | 2 oktober 2001    |
| 15  | Iedereen heeft weleens ruzie  | 9 oktober 2001    |
| 16  | Waar is mijn Rozemarijn...    | 30 oktober 2001   |
| 17  | Heksentroep en heksensoep     | 6 november 2001   |
| 18  | Ik ben een heksenfee!         | 13 november 2001  |
| 19  | De zeereis                    | 12 maart 2002     |
| 20  | De bergtocht                  | 19 maart 2002     |
| 21  | Het luchtreisje               | 26 maart 2002     |
| 22  | Dood vogeltje                 | 2 april 2002      |
| 23  | Op reis                       | 9 april 2002      |
| 24  | In de tent                    | 16 april 2002     |